# Церковно-археологічні та історичні установи
Церковно-археологічні та історичні установи — громадські об'єднання представників православного духовенства, науковців, високопоставлених осіб-покровителів; діяли в Російській імперії із середини 1860-х рр. Їх утворювали при єпархіальних управліннях і духовних навчальних закладах під назвами
комітетів, комісій для історико-статистичних описів єпархій, церковно-археологічних та історичних товариств.
У 2-й пол. 19 ст. в Російській імперії, у тому числі в українських губерніях, засновували наукові товариства як громадські неофіційні установи, серед яких превалювали археологічні, що відігравали
помітну роль у поширенні історичних знань. Одночасно виникла потреба в розвиткові церковної практичної і теоретичної археології (на Заході — християнська археологія), яка б вивчала і зберігала сакральні пам'ятки. До 1911 Ц.-а. та і.у. створювалися з ініціативи місцевого духовенства. На початку 20 ст. своєю діяльністю вони довели користь для розвитку духовної освіти, науки, музейної справи. 1914 при
Найсвятішому Синоді створено Архівно-археологічну комісію, яка ухвалила рішення щодо заснування подібних установ у всіх єпархіях.
Ц.-а. та і.у. складалися із членів-співробітників, дійсних і почесних членів; фінансувалися з каси членських внесків, пожертвувань, прибутків від продажу видань.

Основними завданнями були виявлення, описування й охорона церковних речових, архітектурних і писемних пам'яток, дослідження історії
церковно-релігійного життя, історико-археологічне просвітництво. Засновували музеї старожитностей, давньосховища, видавали періодику
(«Труды…», "…епархиальные ведомости", див. Єпархіальні відомості), наукові праці, брали участь у підготовці й проведенні археологічних з'їздів.
Першим на теренах України виник Комітет для історико-статистичного опису Подільської єпархії (Кам'янець-Подільський, 1863, за іншими даними, 1865), перетворений на Подільське єпархіальне історико-археологічне товариство (1903—20). Воно стало основним науковим осередком краєзнавчих та церковно-археологічних досліджень. Музей комітету заснований 1890 (див. Давньосховище Подільського єпархіального історико-статистичного комітету).
Видавало «Отчеты…» (1905—07), «Труды…» (1878—1917, за ін. даними,
1876—1916).
В історичній науці найбільше досліджена діяльність Церковно-історичного
та археологічного товариства при Київській духовній академії (засноване 1872 як Церковно-археологічне товариство, юридично оформлене в січні 1873,
1901 перейменоване на Церковно-історичне та археологічне товариство, 1920
закрите); видавало наукові твори, «Чтения в Церковно-археологическом
обществе при Киевской духовной академии» (із 1902 — "Чтения в Церковно-историческом и археологическом обществе при Киевской духовной академии", із 1913 — «Чтения в Церковно-историческом и археологическом обществе при Императорской Киевской духовной академии»; 14 вип., 1883—1916);
заснувало Церковно-археологічний музей при Київській духовній академії. Із 1882 незмінним секретарем товариства і смотрителем музею був М. І. Петров. У часописах «Труды Киевской духовной академии» та "Известиях" Церковно-археологічного товариства (видавалися до 1896) публікувалися звіти про діяльність товариства і музею. До складу товариства входили викладачі Київської духовної академії, представники вищого духовенства, відомі вчені (за різними даними, наприкінці існування — до 170 осіб).
На зразок Церковно-археологічного товариства при Київській духовній академії 1893 створено Волинське церковно-археологічне товариство, яке
офіційно відкрилося 1894 в Почаєві. Мало відділення в Луцьку й
Володимирі-Волинському, видавало наукові твори, друкований орган
«Волынский историко-археологический сборник».
1904 створено Херсонське церковно-археологічне товариство, 1906 — Чернігівський церковно-археологічний комітет. 1906—20 діяв Полтавський церковно-археологічний комітет (при ньому 1907 створено давньосховище), діяльність якого на 14-му археологічному з'їзді (Чернігів, 1908) відзначена в числі 2—3-х найкращих серед 30-ти Ц.-а. та і.у. в Російській імперії.
Видавав «Труды…» (вип. 1—2, 1908; вип. 3, 1912). 1912 засновано
Харківське церковно-археологічне товариство, 1913 — Таврійське церковно-археологічне товариство із центром у Сімферополі, 1914 — Сімферопольський церковно-археологічний комітет.
Ц.-а. та і.у. зробили вагомий внесок у розвиток церковної археології, краєзнавства, музейництва, етнографії, сприяли збереженню
історико-культурних пам'яток; їхній науковий доробок є невід'ємною
складовою духовної культури України.